# Lucie Vallée
Pour les articles homonymes, voir Vallée (homonymie).
Lucie Vallée, de son vrai nom Lucille Brouillard, née en 1954 à Saint-Eugène, est une chanteuse québécoise,.

## Biographie
Elle commence à chanter dans un centre de loisir.
En 1964, sa famille s'installe à Montréal. 
En 1967, à 14 ans, elle chante au sein d'un trio. Elle parcourt alors les boîtes à chansons, dont La Butte à Mathieu, et obtient un engagement à l'Expo 67 pendant tout cet été mythique. 
En 1971, à 17 ans, déjà aguerrie, elle remporte la première place du concours de Jean Simon avec le titre qui marquera sa carrière, L'Oiseau sur la branche, aussi interprété par Julie Bergen en 1969.
En 1972, elle signe un contrat d'enregistrement avec la maison de disques Spectrum.
En 1974, elle se marie et abandonne sa carrière sur disques.
Depuis les années 1980, elle participe au Téléthon et à de nombreux spectacles pour des associations.
En 1999, une compilation des chansons interprétées par Lucie Vallée et Anna Belle est produite sous étiquette Disques Mérite. On retrouve plusieurs des chansons de cette compilation, remastérisées en 2022, dans les services de musique à la demande (par exemple, Apple Music, [Spotify}, Shazam, Deezer).

## Discographie

### Singles
| Date | Face A                  | Face A                                                               | Face B                          | Face B                                                                                      | Éditeur/Label |
| Date | Titre                   | Écoute                                                               | Titre                           | Écoute                                                                                      | Éditeur/Label |
| ---- | ----------------------- | -------------------------------------------------------------------- | ------------------------------- | ------------------------------------------------------------------------------------------- | ------------- |
| 1972 | Trop jeune              | « Lucie vallée Trop Jeune TOO YOUNG » (consulté le 14 janvier 2025). | Monsieur Picolo                 | « Lucie Vallée - Monsieur Picolo - 45 tours: Spectrum 1972 » (consulté le 14 janvier 2025). | Spectrum      |
| 1973 | L'Oiseau sur la branche | « L'Oiseau sur la branche » (consulté le 14 janvier 2025).           | Quand je pense à notre histoire |                                                                                             | Spectrum      |
| 1973 | Signorina Concertina    |                                                                      | C'est La Rose Du Bonheur        |                                                                                             | Spectrum      |
| 1973 | Le Chemin De L'amour    |                                                                      | La Chanson De Piccolino         |                                                                                             | Spectrum      |